# Raymond G. H. Seitz
Raymond George Hardenbergh Seitz (* 8. Dezember 1940 in Honolulu, Hawaii) ist ein ehemaliger US-amerikanischer Diplomat und Wirtschaftsmanager, der unter anderem zwischen 1989 und 1991 Assistant Secretary of State for European and Canadian Affairs sowie von 1991 bis 1994 Botschafter im Vereinigten Königreich war.

## Leben
Seitz war ein Sohn von Generalmajor John F. R. Seitz und dessen Frau Helen Hardenbergh. Er absolvierte nach dem Schulbesuch ein grundständiges Studium der Geschichte an der Yale University, das er 1963 mit einem Bachelor of Arts (B.A. History) abschloss. 1966 trat er in den auswärtigen Dienst (Foreign Service) ein und war anfangs Referent für Konsularangelegenheiten an der Botschaft in Kanada sowie anschließend zwischen 1968 und 1970 Politischer Referent an der Botschaft in Kenia. Anschließend fungierte er zwischen 1970 und 1972 als Leitender Mitarbeiter an der Vertretung in Bukavu sowie von 1972 bis 1975 als Sonderassistent des Leiters des auswärtigen Dienstes (Director General of the Foreign Service), William O. Hall beziehungsweise seit 1973 von dessen Nachfolger Nathaniel Davis.
1975 wechselte er als Politischer Referent an die Botschaft im Vereinigten Königreich und war dort bis 1979 tätig, ehe er nach seiner Rückkehr zwischen 1979 und 1981 stellvertretender Verwaltungssekretär (Deputy Executive Secretary) des Außenministeriums in Washington, D.C. war. Daran schloss sich zwischen 1981 und 1982 eine Verwendung als erster stellvertretender Leiter des Referats für öffentliche Angelegenheiten sowie von 1982 bis 1984 als Verwaltungsassistent von Außenminister George P. Shultz an. Er war danach als Botschaftsrat wieder an der Botschaft im Vereinigten Königreich tätig und übernahm anschließend als Nachfolger von Rozanne L. Ridgway am 8. August 1989 den Posten als Leiter des Referats für Europa und Kanada im Außenministerium (Assistant Secretary of State for European and Canadian Affairs). In dieser Funktion verblieb er bis zum 30. April 1991, ehe am 3. Oktober 1991 Thomas Niles die Nachfolge antrat.
Zuletzt wurde Seitz am 25. Juni 1991 Nachfolger von Henry E. Catto als Botschafter im Vereinigten Königreich. Dieses Amt bekleidete er bis zu seinem Ausscheiden aus dem diplomatischen Dienst am 10. Mai 1994, woraufhin er am 13. Mai 1994 durch William J. Crowe, Jr. abgelöst wurde. Für seine Verdienste um die amerikanisch-britischen Beziehungen wurde ihm 1995 die Benjamin-Franklin-Medaille der Royal Society of Arts verliehen.
Nach seinem Ausscheiden aus dem auswärtigen Dienst trat Seitz in die Wirtschaft ein und ist seit 1994 Vorstandsmitglied des Versicherungskonzerns Chubb. Daneben war er anfangs zwischen 1995 und 1996 Leitender Geschäftsführender Direktor sowie von 1996 bis 2003 stellvertretender Vorstandsvorsitzender der Investmentbank Lehman Brothers. Im Anschluss war er zwischen 2003 und 2006 Vorstandsmitglied von Hollinger International beziehungsweise von 2006 bis 2009 Vorstandsvorsitzender der daraus entstandenen Sun-Times Media Group.
Aus seiner Ehe mit Suzanne Manning Barr gingen drei Kinder hervor.

## Veröffentlichungen
- The 1992 elections and US foreign policy , University of Leeds, Leeds 1993
- Over here, Memoiren, Weidenfeld & Nicolson, London 1998, ISBN 0-2978-1598-9
- The Memoirs of an Air Force Dog, Mitautorin Elizabeth Graydon, Lady Graydon 2001, ISBN 0-9540-0260-1